# 학년
학년(學年)은 학교의 수업연한을 구분·편성한 각 1년간의 기간을 말한다. 이 기간을 경계로 하여 입학·진급·졸업 등이 이루어지게 하는 제도는 학년제 또는 학년제도라고 한다. 학년제와는 달리 3개월, 6개월 등을 한 단위로 하여 몇번 계속 이수(履修)함으로써 졸업 또는 수료하게 하는 제도는 학년제라고 할 수 없고 기제(期制)라고 부를 수 있다. 그런데 한국에서는 각 학년이 3월 2일에 시작되어 다음해 2월 말에 끝나는 것으로 되어 있다.

## 학년의 개념
나라나 사회적 조건에 따라 다소의 차이는 있으나 오늘날 각 학교는 일반적으로 일정한 기간을 단위로 교육을 한다. 이런 경우 소정의 수업연한의 단위로 정해 놓은 1년의 기간을 학년이라고 한다. 우리나라의 경우는 교육법이 정하는 바에 따라서 매년 3월 1일부터 다음해 2월 말에 한 학년이 끝나는 것으로 되어 있다.
그러나 1년간이라고 해서 365일을 전부 학교에 가서 수업하는 것은 아니고, 공휴일이나 방학 등과 같은 공인된 휴일을 제외한 일자만 수업을 하는 것이 원칙이다. 그러나 최소한 며칠 이상을 수업해야 하는 것이 원칙이다. 그러나 최소한 며칠 이상을 수업해야 하는 것으로 정해 놓은 일자로 맞추어야 한다. 이것을 수업일수(授業日數)라고 한다. 우리나라의 경우 수업일수는 학교의 종별에 따라서 다소 다르다. 초등학교와 중등학교의 경우는 매학년 190일 이상 수업해야 한다. 그러나 대학의 경우는 32주 이상 수업하면 되도록 되어 있다. 또 공민학교와 고등공민학교의 경우는 170일 이상 수업하면 되도록 되어 있다. 그러나 천재지변(天災地變)이나 그 밖의 국가적인 비상사태가 생겼을 경우는 교육부장관이 1개월의 범위 안에서 그 수업일수를 단축시킬 수도 있다. 그렇지만 좀처럼 이 같은 행정권한은 발동하지 않는 것이 원칙임은 물론이다.